# 西清州駅
西清州駅（ソチョンジュえき）は大韓民国忠清北道清州市興徳区にかつて存在した、大韓民国鉄道庁の駅である。

## 歴史
- 1921年11月1日：松亭駅として開業。
- 1955年7月1日：忠北松亭駅から西清州駅に改称[1]。
- 1969年8月1日：無人化[2]
- 1980年10月17日：忠北線複線化・新線切り替えに伴い当駅 - 梧根場駅間が廃止、清州駅 - 当駅間が西清州線（貨物専用線）に転換。
- 1990年4月30日：西清州線の廃線に伴い廃止[3]。